# Communauté rurale d'Oukout
La communauté rurale d'Oukout est une communauté rurale du Sénégal située en Basse-Casamance, autour et au sud d'Oussouye. Elle fait partie de l'arrondissement de Loudia Ouoloff, dans le département d'Oussouye et la région de Ziguinchor.
Les 19 villages de la communauté rurale sont :
- Batinière
- Boukitingho
- Diakène Diola
- Diakène Ouolof
- Diantene
- Djivente
- Edioungou
- Eloubaline
- Emaye
- Kahinda
- Karounate
- Niambalang
- Oukout Eteilo
- Oukout Madiop
- Senghalène
- Siganar Boulouf
- Siganar Houssal
- Siganar Kaboukout
- Siganar Katakal